# Comitato Unione e Progresso
Il Comitato Unione e Progresso (in turco ottomano: "إتحاد و ترقى فرقه‌ سی", in turco: "İttihat ve Terakki Fırkası") è stato un'organizzazione segreta rivoluzionaria turca e in seguito anche il partito politico dei Giovani Turchi.

## Storia
Nel 1908 fu tra le forze che scatenarono la Rivoluzione dei Giovani Turchi nonché il partito al governo dell'Impero e partito di maggioranza nell'Assemblea Generale, parlamento fondato da loro stessi, dal 1909 al 1918, quando venne sconfitto alla fine della prima guerra mondiale.
Il partito è stato anche il principale rivale del Partito Libertà e Accordo, che denunciò il Comitato di brogli elettorali dopo le elezioni del 1912, quando il Comitato gli assegnò solo 6 seggi della Camera dei Deputati. I Tre Pascià fecero sopprimere il partito rivale nel 1913 dopo il colpo di Stato del 1913.
Nel 1915 è stato responsabile del genocidio armeno, del genocidio dei greci del Ponto e del genocidio degli Assiri.
Durante l'ultimo congresso del partito tenutosi dall'1° al 5 novembre 1918, i restanti membri decisero di abolire il partito, che fu duramente criticato dall'opinione pubblica a causa della sconfitta dell'Impero. Tuttavia solo una settimana dopo sarebbe stato creato il Partito del Rinnovamento, con le risorse e le infrastrutture unioniste trasferite al nuovo partito.